# Papa Winnie
Nascido na ilha de Granada no Caribe, Carlisle Winston Peters, conhecido no mundo artístico como Papa Winnie faz uma música que mistura reggae, rap e pop.
Em 1986 foi para a Europa com o objetivo de seguir carreira musical, sendo que em 1988 assina contrato com a EPIC Records e lança seu primeiro disco em 1989 chamado "Rootsie & Boopsie", que foi dedicado a seu filhos gêmeos.
Em 1990 lança seu segundo disco "One Blood, One Love", onde fala de assuntos como racismo, falta de liberdade e igualdade e respeito entre as pessoas.
Em 1993 e 1996, com a MCA/Universal, lança respectivamente os discos "you are my Sunshine" e "All Of My Heart".
Papa Winnie esteve pela primeira vez no Brasil em 1993, realizando uma turnê com uma banda de apoio que viria a se tornar  O Rappa.
Em 2009, fez parceria com o Dj e Produtor Italiano Stefano Mat's Mattara, foi quando começou a ser conhecido como Winston. Juntos Lançaram os Singles Send The Message, Dreams Of My Life, e Sunshine Lady e último com maior sucesso no Brasil e em vários países da Europa.

## Discografia
- (1989) Rootsie & Boopsie
- (1990) One Blood, One Love
- (1993) You Are My Sunhine
- (1996) All Of My Heart
- (2005) A New Reggaeton & Soca Music Experience
- (2006) Participação especial em um show com a banda Biquíni Cavadão